# А2 (Румъния)
Румънската автомагистрала A2 (на румънски: Autostrada A2) е първата изцяло построена магистрала в Румъния. Магистралата свързва столицата Букурещ с най-важния пристанищен град Констанца. Цялата ѝ дължина е 206 км. Строителството започва през 80-те години на XX век, а магистралата е изцяло завършена през ноември 2012 г.